# Razová
Razová är en ort i Tjeckien. Den ligger i den östra delen av landet, 220 km öster om huvudstaden Prag. Razová ligger 554 meter över havet och antalet invånare är 523.
Terrängen runt Razová är varierad. Runt Razová är det glesbefolkat, med 17 invånare per kvadratkilometer. Närmaste större samhälle är Bruntál, 8,0 km nordväst om Razová. Omgivningarna runt Razová är en mosaik av jordbruksmark och naturlig växtlighet.